# 青岛政协文史馆
青岛政协文史馆是位于中国山东省青岛市市南区江苏路2号的一家展览馆，创立于2020年，以青岛市政协历史为主题。

## 概况
青岛政协文史馆由青岛市政协筹建，2017年6月获批成立，2020年12月16日上午在江苏路2号馆址开馆，2021年5月8日起免费对公众开放。该馆主要展现青岛市政协历史，承担政协文史资料的收集、整理、研究、展示和编辑出版，开展政协文史资料学术交流等活动。
青岛政协文史馆建筑面积1064平方米，馆内二楼设有“人民政协光辉历程展”，一楼有“青岛历史文化名人展”，三楼展陈青岛政协书画作品。该馆共收集了全国各地文史资料书籍近2万册，收藏了青岛书画家作品600余幅和有文物价值的藏品200多件。

## 馆址历史

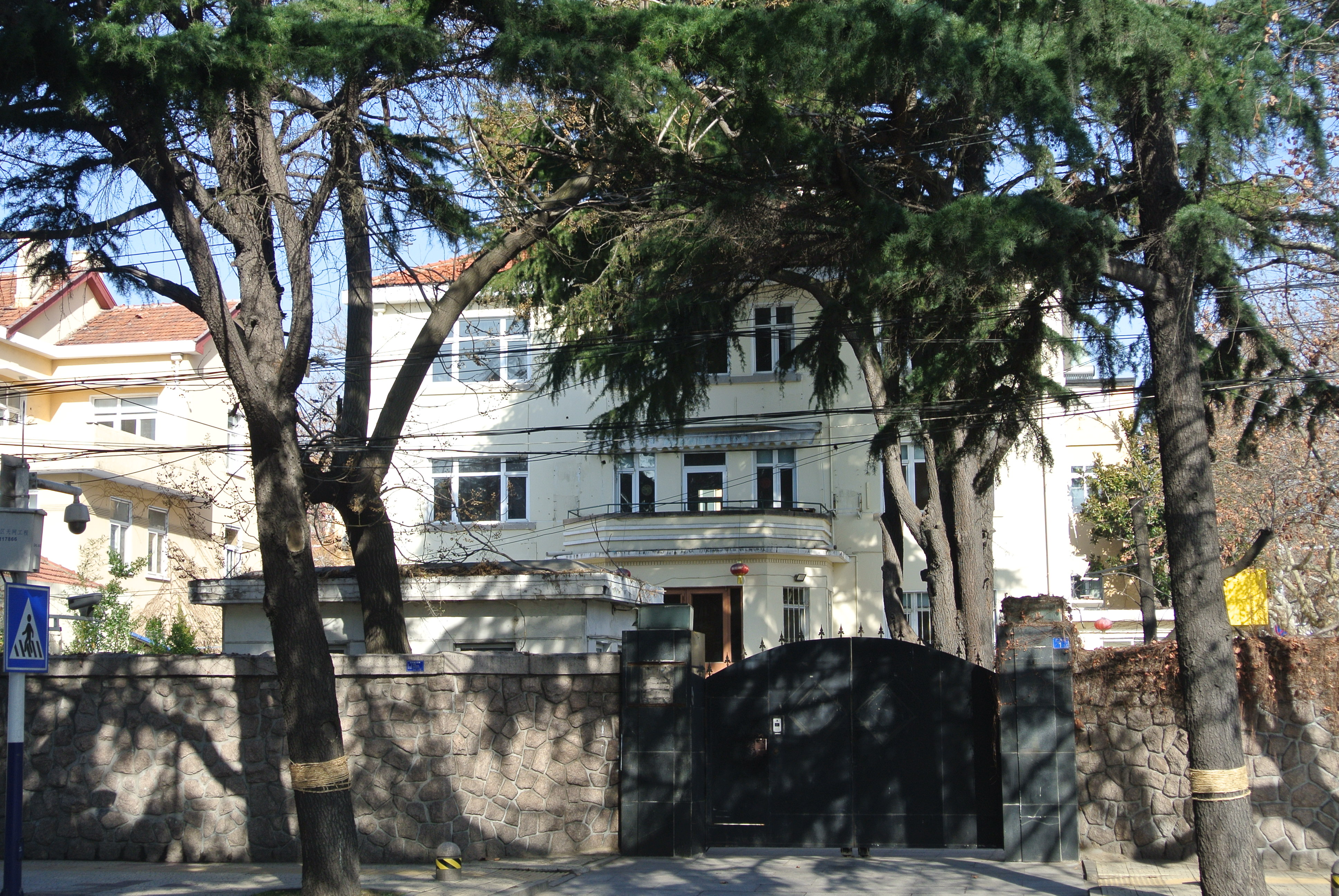
江苏路2号（广西路1号乙）馆址，2019年12月

广西路1号乙所在地块最初为天主教圣言会地产。1942年，中国籍主教田耕莘调任青岛教区主教，由于当时青岛尚为日占区，一位日本籍圣言会神父居住在主教府，日本政府拒绝田耕莘入住主教府。田耕莘遂通过天主教徒、前北洋政府国务总理陆征祥结识了实业家、前陆征祥内阁财政总长周学熙。周学熙及其子周志俊以“隋福德堂代表人隋述庄”的化名承租了湖南路第三十号之第三公地（即今政协文史馆址，其原权利人为“瓦而大奥尔文”），并于1943年前后在此为田耕莘修建了住宅。田耕莘在此居住直至1946年升任枢机主教。
1949年后，作为中国民主建国会青岛市分会委员的周志俊将此处地产捐献给政府，该楼曾为民建青岛市委员会办公地点，直至1959年12月迁至中山路74号。1967年7月，青岛市物资局（1994年改为青岛市物资总公司）迁至此处办公，直至2000年前后。2020年，该楼经过翻修改为青岛政协文史馆馆址。

## 参观信息
该馆2021年5月对外开放后曾经每周仅周二、周四上午开放。现该馆周一至周五上午9:00-11:30、下午13:30-17:00对外开放，周三下午闭馆，预约免费参观。